# 46P/Wirtanen
46P/Wirtanen, komet Jupiterove obitelji, objekt blizu Zemlji. 